# Giuseppe Bergomi
Giuseppe „Beppe“ Bergomi (* 22. Dezember 1963 in Mailand) ist ein ehemaliger italienischer Fußballspieler.
Der Innenverteidiger wurde 2004 von Pelé zu einem der 125 besten lebenden Fußballspieler ernannt.

## Karriere

### Im Verein
Sein Debüt in der ersten Mannschaft von Inter Mailand gab Bergomi in der Coppa Italia am 30. Januar 1980 beim Spiel gegen Juventus Turin im Alter von 16 Jahren. Schnell entwickelte er sich zum Stammspieler im Defensivverbund der ersten Mannschaft, meist als Verteidiger oder Libero. Seine Stärken waren das hervorragende Stellungsspiel und seine große Ruhe. Von den Fans bekam er aufgrund seines markanten Oberlippenbarts den Spitznamen „Lo Zio“ („Der Onkel“).
Inter stand in den 1980er und Anfang der 1990er Jahre lange Zeit im Schatten des großen Lokalrivalen AC Mailand. Es dauerte bis 1989, ehe Inter mit Bergomi als Abwehrchef wieder italienischer Meister wurde. Erfolgreicher war Bergomi mit seiner Mannschaft auf internationaler Ebene, denn dort gewann er mit Inter in den Jahren 1991, 1994 und 1998 den UEFA-Pokal. Bis heute ist er mit 95 Einsätzen Rekordspieler des UEFA-Pokals bzw. der Europa League.
Bergomi war insgesamt 19 Jahre lang Abwehrchef bei den Nerazzurri, ehe "Il Capitano" ("Der Kapitän") am 23. Mai 1999 im Giuseppe-Meazza-Stadion gegen den FC Bologna sein letztes Pflichtspiel bestritt. Insgesamt lief er in 756 Pflichtspielen für Inter Mailand auf (519 in der Serie A, 120 in nationalen Pokalspielen und 117 im Europapokal). Lange Zeit war er Rekordspieler der Mailänder, bis er 2011 von Javier Zanetti abgelöst wurde. In seiner Vereinskarriere bei Inter erzielte Bergomi außerdem 23 Tore.

### In der Nationalmannschaft
Bergomi war der jüngste Spieler in Enzo Bearzots Kader der Italienischen Nationalmannschaft, der bei der Fußball-Weltmeisterschaft 1982 in Spanien Fußballweltmeister wurde. Nach der für Italien enttäuschenden Vorrunde mit drei Unentschieden, wurde er in der zweiten Finalrunde gegen Brasilien beim 3:2-Erfolg eingewechselt und war nach einer überragenden Partie plötzlich Stammspieler. Bergomi hatte den Linksaußen Éder Aleixo als Gegenspieler gehabt und diesen erfolgreich am Abschluss bzw. der Vorbereitung gehindert. Im WM-Finale hatte er "Europas Fußballer des Jahres" 1980 und 1981, den deutschen Rechtsaußen Karl-Heinz Rummenigge als Gegenspieler. Bergomi erledigte auch diese Aufgabe zufriedenstellend und lieferte so einen Beitrag zum WM-Sieg Italiens.
Giuseppe Bergomi nahm später an drei weiteren Weltmeisterschaften teil: 1986 in Mexiko, 1990 in Italien und 1998 in Frankreich, als er im Alter von 34 Jahren noch einmal ins Nationalteam zurückkehrte. Außerdem war er bei der EM-1988 Stammspieler der Squadra Azzurra. Insgesamt bestritt er 81 Länderspiele und erzielte dabei sechs Tore, meist als Verteidiger im Verbund mit Franco Baresi, Paolo Maldini und Alessandro Costacurta.

## Erfolge

### Im Verein
- Italienische Meisterschaft: 1979/80, 1988/89
- Italienischer Pokal: 1981/82
- Italienischer Superpokal: 1989
- UEFA-Pokal: 1990/91, 1993/94, 1997/98

### In der Nationalmannschaft
- Weltmeister: 1982
- Weltmeisterschafts-Dritter: 1990

## Trivia
- Bergomi bildete zusammen mit Fabio Caressa das Kommentatorenduo der FIFA-Videospielreihe von Electronic Arts in den italienischen Versionen 07, 08 und 09.